# Kerkgate

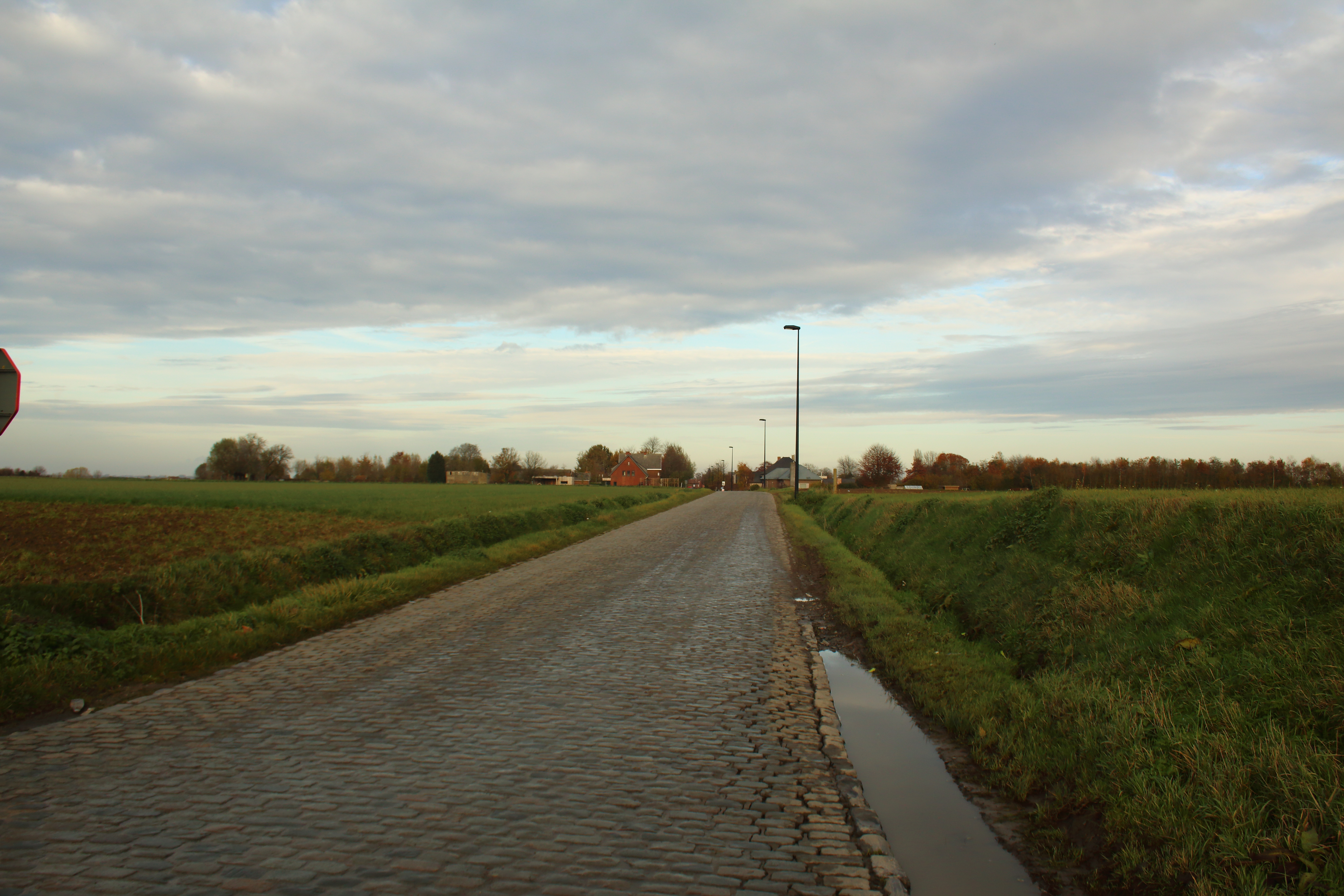
Kasseizone Mater richting Kerkgate

Kerkgate is een straat en helling in Mater, een deelgemeente van de Belgische stad Oudenaarde in de Vlaamse Ardennen. De straat is een kasseiweg, die vanuit het dorpscentrum naar het noordoosten loopt.
De straat is een onderdeel van een noord-zuid-as door Mater, gevormd door achtereenvolgens de Ronsen Heerweg, de Gaverstraat, Kerkgate, het Matersplein en de Karel Martelstraat.

## Geschiedenis
De stratenas waartoe Kerkgate behoort, wordt gerekend tot het middeleeuws wegennet en loopt van Nederzwalm in het noorden over Mater naar het zuidwesten om daar verder te lopen in het deverticulum Vloesberg-Volkegem. Op de Ferrariskaart uit de jaren 1770 is de bebouwing langs Kerkgate aangeduid als het gehucht Kerck Gaete.
De bestrating van Kerkgate met kasseien gebeurde in de tweede helft van de 19de eeuw.
In 1995 werd Kerkgate samen met de Karel Martelstraat, het Matersplein en tientallen andere kasseiwegen beschermd als monument.

## Wielrennen
Kerkgate is vooral bekend uit de Vlaamse voorjaarsklassieker in het wielrennen. De weg is meermaals opgenomen in de Ronde van Vlaanderen. Met de naam Kerkgate wordt in de Ronde de aaneenschakeling van de straten Karel Martelstraat - Matersplein - Kerkgate bedoeld. Deze kasseistrook heeft een licht stijgingspercentage en is in totaal 2.500 meter lang. In het zuidwesten komt de strook (daar de Karel Martelstraat) uit op de Holleweg, een weg die eveneens soms als kasseistrook in wielerwedstrijden fungeert.